# ウィリアム・ヘイズリット

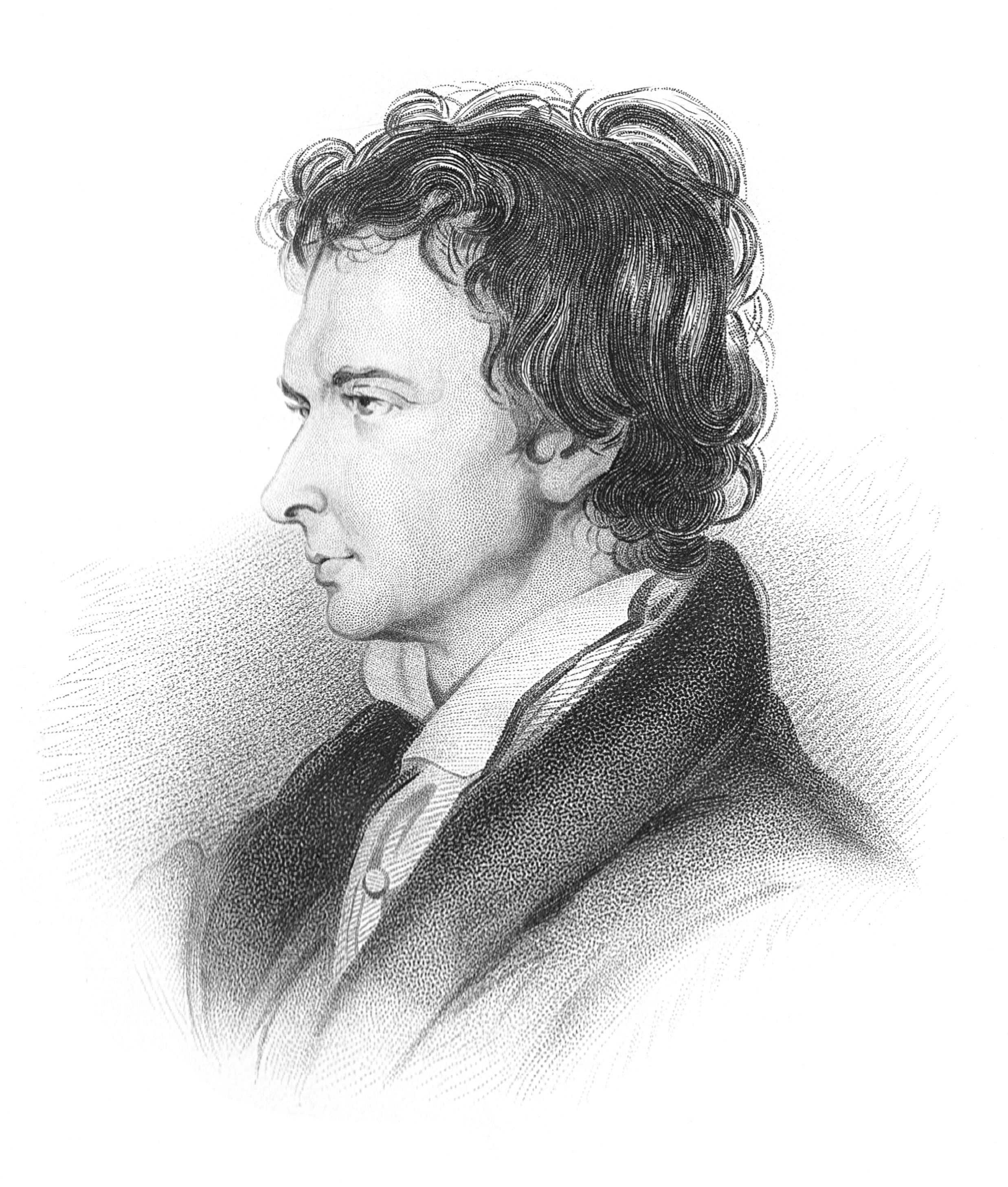
W. Bewick筆の肖像画

ウィリアム・ヘイズリット（William Hazlitt、1778年4月10日 - 1830年9月18日）は、イギリスの著作家、批評家、随想作家。より人口に膾炙した表記にウィリアム・ハズリットがある。

## 略歴
ケント州のメイドストンでユニテリアン派の牧師の四男として生まれる。父ウィリアムは1780年にメイドストンの牧師を辞してアイルランドへ引退したがアメリカ独立戦争における植民地側の大義に共鳴し、家族を連れて1783年に独立したばかりのアメリカ合衆国に渡る。1787年にイギリスに帰国しロンドンに滞在するが、やがてウォルワス（Walworth）へ移り、シュロップシャーのウェム（Wem）に落ち着く。
父や兄によって教育を授けられ、ラテン語や絵画の習得に励んだ。1793年にロンドンのハックニーにあるユニテリアン・ニュー・カレッジに入学するが、牧師には向いていないと1年でウェムに戻る。イギリスやフランスの哲学書、セルバンテス、ボッカチオ、ラブレー、モンテーニュなどの古典を読みふけり、特に愛好したのはエドマンド・バークとジューニアスとルソーであった。

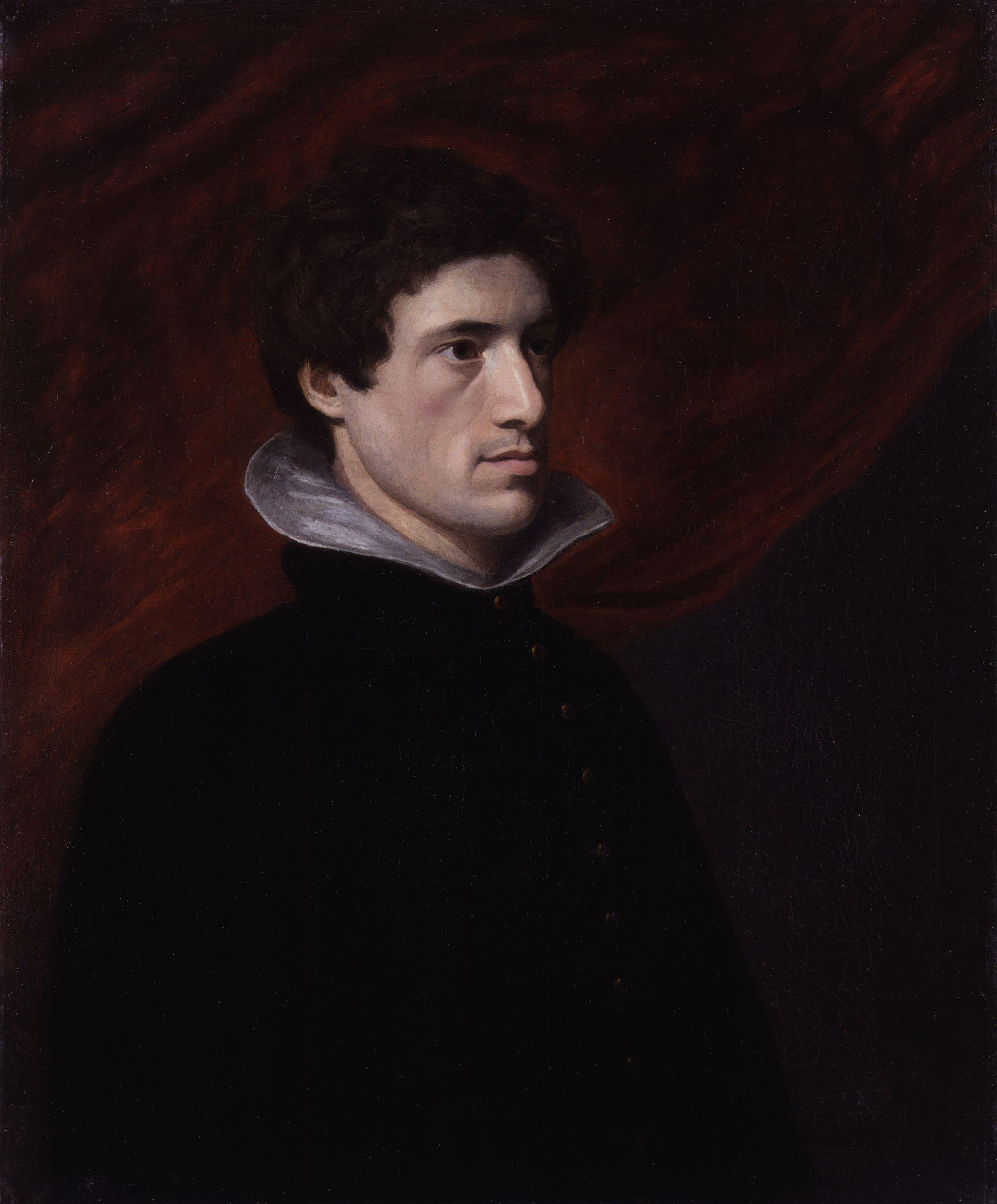
ヘイズリット・筆『ラムの肖像』

1798年1月にウェムへ来た詩人のコールリッジに会い、ワーズワース兄妹を訪れたのは特筆すべき事件であった。同じ年の12月にパリからもたらされた名画がロンドンで陳列され、ティツィアーノやラファエロ、ルーベンスやレンブラントなどの巨匠の原作に接し、1804年までは肖像画家としての修業に専念する。チャールズ・ラムと終生の交わりを結ぶようになり、ラムの肖像画が描かれたのもこの頃である。
1808年に姉の友人のサラ・ストッダート（Sarah Stoddart）と結婚するが、1819年に別居し、1823年には離婚する。その翌年にはイサベラ・ブリッジウォーター（Isabella Bridgwater）という未亡人と結婚するが、この女性とも別れている。
1811年にロンドンでイギリス哲学に関する連続講演会を催して名を知られるようになり、ロンドンに滞在しつつ下院の傍聴席で議会報告を書き、新聞に公表するというのがジャーナリストとしての最初の仕事となる。以後は政治記者・劇評記者・美術評論家として認められ、雑文やエッセイで一家をなすことになる。『エディンバラ評論 Edinburgh Review』『イグザミナ- Examiner』『チャンピオン Champion』『ロンドン・タイムズ London Times』の諸誌に批評やエッセイを寄せ、講演も活発に行う。1822年にジョン・スコットを主幹として『ロンドン・マガジン』が発刊され、ヘイズリットはリー・ハントやラムとともに主力の寄稿家となった。1826年から1830年までナポレオンの伝記編纂に従事する。晩年にはウィンタースローとロンドンの居宅を往来し貧困と孤独に悩まされながら執筆を続け、子のウィリアムとラムに看取られて52歳で没する。最期に「まあ、幸せな人生だったな　Well, I've had a happy life.」と言い残したという。

## 主要著作
- The Characters of Shakespeare's Plays (1817年)
- The Round Table (1817年)
- A view of the English stage (1818年)
- Lectures on the English poets (1818年)
- Lectures on the English Comic Writers (1819年)
- Lectures on the Dramatic Literature of the Age of Elizabeth (1820年)
- Liber Amoris, or The New Pygmalion (1823年)
- The Spirit of the Age, or Contemporary Portraits (1825年)
- The Life of Napoleon Bonaparte, （1826-30年）

### 日本語訳
- 橋閒石 訳『日時計』（関書院、1952年）
- 中川誠 訳『ハズリット箴言集―人さまざま』（彩流社、1990年）
- 神吉三郎 訳『時代の精神―近代イギリス超人物批評』（日本評論社、1949年／講談社学術文庫、1996年）
- 高橋昌久 訳『テーブルトーク（上下）』（京緑社「マテーシス古典翻訳シリーズ」、2023年）- Kindle版（電子出版）